# 弗朗索瓦·维达尔
弗朗索瓦·维达尔（法語：François Vidal，1832年7月14日—1911年5月25日）是法国普罗旺斯方言诗人和行动主义分子。

## 早年生活
弗朗索瓦·维达尔出生于1832年7月14日。

## 事业
他是一个名为梅雅尼斯图书馆的一个公共图书馆的馆长，图书馆位于普罗旺斯地区艾克斯。
维达尔使用普罗旺斯语写诗。他恢复了被称为“手鼓”的普罗旺斯乐器的传统用法。1876年，他成为费利布理吉协会的主要理事会成员，费利布理吉协会是一种文化和文学运动，旨在推广普罗旺斯的传统。

## 死亡
维达尔亡于1911年5月25日。他埋葬在圣皮埃尔坟场。

## 外部連結
- 在Find a Grave上的弗朗索瓦·维达尔